# Roh Tae-woo
Roh Tae-woo hay No Tae-u (tiếng Hàn: 노태우, Hanja:盧泰愚; Hán-Việt: Lư Thái Ngư, 4 tháng 12 năm 1932 - 26 tháng 10 năm 2021) là cựu Tổng thống của Đại Hàn Dân Quốc. Ông làm tổng thống từ ngày 25 tháng 2 năm 1988 đến ngày 25 tháng 2 năm 1993. Ông là một nhà lãnh đạo của Đảng Công lý Dân chủ và được biết đến là người đã thông qua Tuyên bố ngày 29 tháng 6 vào năm 1987. Ông là tổng thống đầu tiên thời kỳ dân chủ ở Hàn Quốc và cũng là Tổng thống đầu tiên của thời kỳ Đệ lục Cộng hoà.
Roh là đồng minh thân cận và là bạn của Chun Doo-hwan, nhà lãnh đạo tiền nhiệm của đất nước, người đã cai trị với tư cách là một nhà độc tài quân sự không được bầu chọn từ năm 1980 đến năm 1988, và không chính thức kể từ năm 1979. Năm 1996, cả hai nhà lãnh đạo đều bị kết án vì vai trò của họ trong việc dàn dựng các cuộc đảo chính cũng như các hành vi vi phạm nhân quyền sau đó như Vụ thảm sát Gwangju, nhưng được ân xá vào năm sau bởi Kim Young-sam theo lời khuyên của tổng thống đắc cử Kim Dae-jung.
Ông là lãnh đạo của Đảng Công lý Dân chủ từ năm 1987 đến năm 1990 và được biết đến là người đã thông qua Tuyên ngôn 29 tháng 6 năm 1987 với tư cách là lãnh đạo của đảng. Roh qua đời vào ngày 26 tháng 10 năm 2021, hưởng thọ 88 tuổi.
Mặc dù Roh có những sai lầm trong quá khứ như cùng với Chun Doo-hwan đàn áp đẫm máu Phong trào dân chủ Gwangju năm 1980. Tuy vậy, với tư cách là Tổng thống đầu tiên của nền dân chủ Hàn Quốc ông đã có dóng góp to lớn cho Hàn Quốc như tổ chức thành công Thế vận hội Mùa hè 1988 tại Seoul, bình thường hóa quan hệ ngoại giao vói nhiều nước, đưa Hàn Quốc gia nhập Liên Hợp Quốc ngày 17 tháng 6 năm 1991. Ông Roh được các sử gia xếp vị trí thứ 5 trong bảng xếp hạng Tổng thống vĩ đại nhất Hàn Quốc.

## Cuộc sống và giáo dục ban đầu
Roh sinh ngày 4 tháng 12 năm 1932 trong một gia đình nông dân ở Dalseong, gần Daegu, tỉnh Gyeongsang Bắc. Tổ tiên ông được cho là đến từ Tế Nam, Sơn Đông . Mẹ ông là một nữ viên chức cấp thấp ở quận, đã mất trong một vụ tai nạn xe hơi khi ông mới 7 tuổi. Được người bác giúp đỡ, ban đầu Roh nhập học trường kỹ thuật Daegu nhưng sau đó ông đã chuyển sang học tại trường trung học Kyongbuk. Trường học này nhận xét ông là một học sinh hòa nhã, chăm chỉ, có tinh thần trách nhiệm cao. Roh Tae-woo kết bạn với Chun Doo-hwan khi cả hai còn đang học trường trung học ở Daegu.
Tháng 3 năm 1945, với sự giúp đỡ của người chú, ông vào trường Trung học Kỹ thuật Daegu . Tuy nhiên, khi đang học năm thứ hai trung học, Roh bị muỗi đốt và mắc bệnh sốt rét, nhưng vẫn sống sót một cách ngoạn mục và trong kỳ thi chuyển tiếp lên lớp 4 của trường trung học Daegu , tôi đã đạt điểm cao nhất với tỷ lệ cạnh tranh là 10 trên 1 và được chuyển đến trường trung học cơ sở Cảnh Phúc. Trong những năm đầu tiên đi học, sinh viên được khuyên nên tham gia các hoạt động chính trị, nhưng ông từ chối và chuyên tâm vào việc học với lý do: 'Học sinh phải tập trung vào việc học'. Ông có ngoại hình nhỏ con, không thích đánh nhau và có cuộc sống học đường suôn sẻ nhờ không dính líu đến các vấn đề chính trị hay tư tưởng.
Trong số các chính trị gia thời đó, ông đặc biệt ngưỡng mộ Kim Gu, một nhà cách mạng chống phát xít Nhật.

## Sự nghiệp quân đội

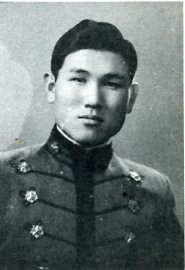
Roh năm 1951

Trong Chiến tranh Triều Tiên (1950-1953), Roh gia nhập quân đội Hàn Quốc với tư cách là lính nghĩa vụ nhập ngũ trong một đơn vị Pháo binh, được thăng cấp Trung sĩ Pháo binh của Pháo lựu M114 155mm. Sau đó, ông vào Học viện Quân sự Hàn Quốc, hoàn thành khóa học đầu tiên của chương trình bốn năm, ông tốt nghiệp vào tháng 2 năm 1954 với bằng Cử nhân Khoa học và quân hàm là Thiếu úy Lục quân tại Lớp 11 của Học viện Quân sự Hàn Quốc (KMA).
Là một hạ sĩ quan trong bộ binh từ năm 1954, Roh thăng tiến đều đặn trong các cấp bậc và chiến đấu trong Chiến tranh Việt Nam lần đầu tiên vào năm 1968 với tư cách là Trung tá và Tiểu đoàn trưởng, sau đó được thăng cấp bậc Thiếu tướng và chỉ huy của Sư đoàn Bạch mã vào năm 1979. Sau vụ ám sát Tổng thống Park Chung-hee, một thành viên của Hanahoe, một nhóm quân sự bí mật, ông đã hỗ trợ quan trọng cho một cuộc đảo chính tước bỏ mọi quyền lực của Tổng thống Choi Kyu-hah sau đó Chun trở thành Nguyên thủ quốc gia de facto của Hàn Quốc. Roh là một Đại tướng quân đội khi ông giúp Chun dẫn quân tham gia Phong trào dân chủ Gwangju vào năm 1980.
Roh nắm giữ một số chức vụ chủ chốt trong quân đội như Tư lệnh Bộ Tư lệnh An ninh Thủ đô năm 1979 và Tư lệnh Bộ Tư lệnh An ninh Quốc phòng năm 1980.
Khi Roh mới gia nhập quân đội, họ của anh được phiên âm sang tiếng Anh là "No". Sau đó, ông đổi nó thành "Roh" để tránh hàm ý tiêu cực của "No" trong tiếng Anh.

## Sự nghiệp chính trị

### Bộ trưởng Nội các
Roh từng giữ một số chức vụ quan trọng trong quân đội như Tư lệnh Bộ Tư lệnh An ninh Thủ đô năm 1979 và Tư lệnh Bộ Tư lệnh An ninh Quốc phòng năm 1980. Sau khi nghỉ hưu từ Quân đội Hàn Quốc vào tháng 7 năm 1981, Roh chấp nhận đề nghị của Tổng thống Chun giữ chức Bộ trưởng Bộ Ngoại giao. An ninh Quốc gia và Ngoại giao. Sau đó, ông giữ chức Bộ trưởng Thể thao, Bộ trưởng Nội vụ, Chủ tịch Ủy ban Tổ chức Thế vận hội Seoul, và năm 1985, Chủ tịch Đảng Công lý Dân chủ cầm quyền. Đáng chú ý nhất, ông đã giám sát việc chuẩn bị cho Thế vận hội Mùa hè 1988 ở Seoul, mà chính ông đã chính thức tuyên bố khai mạc.

### Tuyên bố ngày 29 tháng 6 và tranh cử tổng thống
Bất chấp việc ông tham gia vào Cuộc đảo chính ngày 12 tháng 12 năm 1979 chống lại Tổng thống lúc bấy giờ Choi Kyu-hah và cuộc đàn áp đẫm máu của quân đội đối với những người bất đồng chính kiến trong Khởi nghĩa Gwangju từ ngày 18 đến ngày 27 tháng 5 năm 1980 và chú ý Nhà Xanh trong cuộc Bầu cử Tổng thống năm 1987 sắp tới, Roh bắt đầu làm việc để tạo khoảng cách với chính phủ Chun. Lý do là Roh đã làm việc để thực hiện chương trình nghị sự của riêng mình về cải cách dân chủ. Bằng cách đồng ý đáp ứng các yêu cầu của phe đối lập về cải cách chính trị với đề xuất tám điểm của mình bao gồm bầu cử trực tiếp Tổng thống, Roh đã ủng hộ thành công Chun và nâng cao hình ảnh của chính mình như một nhà cải cách.
Vào tháng 6 năm 1987, Chun chỉ định Roh là ứng cử viên tổng thống của đảng cầm quyền Đảng Công lý Dân chủ. Điều này được nhiều người coi là giao cho Roh nắm quyền tổng thống và đã kích hoạt các cuộc biểu tình ủng hộ dân chủ lớn ở Seoul và các thành phố khác trong Phong trào Dân chủ Tháng Sáu năm 1987.
Đáp lại, Roh đã có một bài phát biểu vào ngày 29 tháng 6 hứa hẹn một chương trình cải cách rộng rãi. Đứng đầu trong số đó là hiến pháp mới, dân chủ hơn và cuộc bầu cử phổ thông tổng thống.  Trong cuộc bầu cử, hai nhân vật đối lập hàng đầu, Kim Young-sam và Kim Dae-jung (cả hai người sau này đều trở thành tổng thống), đã không thể giành chiến thắng vì sự khác biệt của họ và chia rẽ phiếu bầu, bất chấp nữ ứng cử viên tổng thống đầu tiên, Hong Sook-ja trong lịch sử bầu cử Hàn Quốc rút khỏi cuộc đua ủng hộ Kim Young-sam chống lại Roh. Điều này giúp Roh giành chiến thắng với tỷ số sít sao với 36,6% số phiếu bầu và trở thành tổng thống được bầu trong sạch đầu tiên của đất nước vào ngày 16 tháng 12 năm 1987.

## Tổng thống (1988-1993)

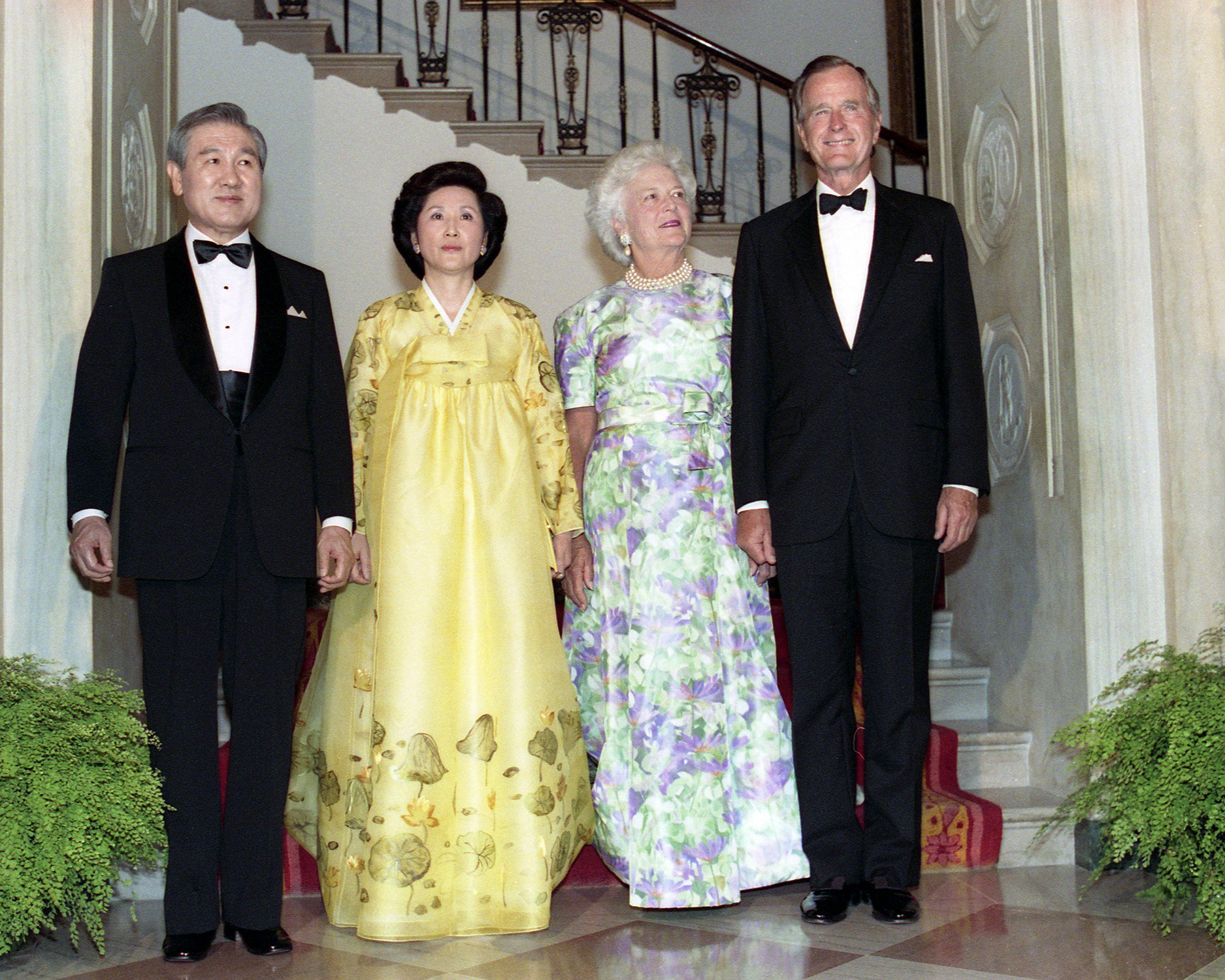
Roh Tae-woo và Tổng thống Hoa Kỳ George H. W. Bush năm 1991

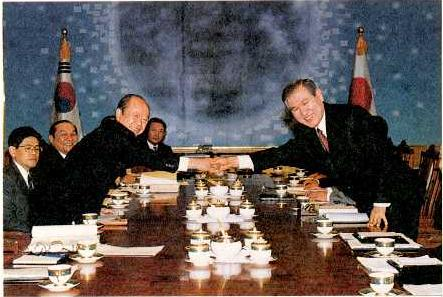
Roh và Thủ tướng Nhật Bản Miyazawa Kiichi năm 1992

Roh tuyên thệ nhậm chức tổng thống vào ngày 25 tháng 2 năm 1988. Lần đầu tiên, buổi lễ được tổ chức bên ngoài Quốc hội. Các tổng thống tiếp theo cũng nhậm chức tại cùng một địa điểm. Sự kiện Roh Tae-woo tuyên thệ nhậm chức Tổng thống đã đánh dấu sự chuyển giao quyền lực hòa bình đầu tiên tại Hàn Quốc.
Nhiệm kỳ của Roh rất đáng chú ý vì đã đăng cai tổ chức Thế vận hội Seoul vào năm 1988 và về chính sách đối ngoại Nordpolitik của ông, thể hiện sự phá vỡ lớn so với các chính quyền trước đó. Đúng như lời của mình, ông vẫn cam kết thực hiện các cải cách dân chủ và kiên định trong việc thúc đẩy các cải cách chính trị và kinh tế xã hội ở quê nhà. Dân chủ hóa chính trị, kinh tế "tăng trưởng công bằng" và thống nhất đất nước là ba mục tiêu chính sách được chính quyền Roh đặt ra.
Tuy nhiên, năm 1992, chính phủ của Roh đã phong tỏa một hang động trên Núi Halla, nơi phát hiện ra hài cốt của các nạn nhân vụ thảm sát cuộc nổi dậy Jeju, tiếp tục một loạt các chính quyền liên tiếp che đậy sự thật của cuộc nổi dậy.

### Hợp nhất các đảng phái chính trị vào năm 1990
Để khắc phục tình trạng tê liệt điều hành do không có sự ủng hộ của đa số trong Quốc hội, chính phủ Roh đã tìm cách đạt được "một thỏa hiệp lớn" trong chính trị đảng phái.  Thông báo đáng ngạc nhiên về việc hợp nhất đảng vào ngày 22 tháng 1 năm 1990 là một nỗ lực để đạt được điều kỳ diệu chính trị này. Đảng Công lý Dân chủ cầm quyền đã hợp nhất với hai đảng đối lập, Đảng Dân chủ và Thống nhất của Kim Young-sam và Đảng Cộng hòa Dân chủ Mới của Kim Jong-pil. Đảng Tự do Dân chủ mới được thành lập, chỉ huy hơn 2/3 đa số trong cơ quan lập pháp, đã tìm cách thiết lập sự ổn định chính trị để thúc đẩy tiến bộ kinh tế xã hội. Tuy nhiên, việc sáp nhập đầy rẫy những cuộc đấu đá phe phái, làm suy yếu khả năng xử lý các vấn đề quốc gia của chính quyền ông.

### Chính sách đối ngoại
Ông đã gặp Tổng thống Corazon Aquino để thảo luận một loạt cuộc đàm phán giữa Philippines và Hàn Quốc về mối quan hệ kinh tế, xã hội và văn hóa, hỗ trợ võ sĩ người Philippines Leopoldo Serantes trong Thế vận hội, và để thảo luận về các cuộc đàm phán thống nhất để chấm dứt sự thù địch của Bắc Triều Tiên sau Chiến tranh Triều Tiên.
Trong thời gian cầm quyền, quan điểm Tổng thống của Roh rất tích cực trong lĩnh vực ngoại giao. Việc tổ chức thành công Thế vận hội Mùa hè lần thứ 24 tại Seoul trong năm đầu tiên nắm quyền là một thành tựu lớn, tiếp theo là hoạt động ngoại giao tích cực của ông, bao gồm cả bài phát biểu trước Đại hội đồng Liên Hợp Quốc vào tháng 10 năm 1988, cuộc gặp của ông với Tổng thống Hoa Kỳ [[George] H. W. Bush]], và có bài phát biểu trước phiên họp chung của Quốc hội Hoa Kỳ. Ông cũng đã thực hiện chuyến thăm châu Âu gồm 5 quốc gia vào tháng 12 năm 1989.
Vào ngày 7 tháng 7 năm 1988, ông đưa ra một sáng kiến chính sách đối ngoại tích cực được gọi là Ngoại giao phương Bắc, hay Nordpolitik, mang lại lợi ích và phần thưởng cho chính phủ của ông. Năm 1989, Seoul thiết lập quan hệ ngoại giao với Hungary và Ba Lan, tiếp theo là quan hệ ngoại giao với Nam Tư, Romania, Tiệp Khắc, [ [Bulgaria]] và Mông Cổ vào năm 1990. Thương mại của Hàn Quốc với Cộng hòa Nhân dân Trung Hoa tăng đều đặn, đạt mốc 3,1 tỷ USD cùng lúc với thương mại của Hàn Quốc với các quốc gia Khối phía Đông và Liên Xô tăng lên 800 triệu USD. Seoul và Moscow đã trao đổi văn phòng tổng lãnh sự đầy đủ vào năm 1990. Động thái của Roh khiến Triều Tiên ngày càng bị cô lập hơn và là một bước ngoặt lịch sử và kịch tính trong các mục tiêu ngoại giao của Hàn Quốc.
Vào ngày 4 tháng 6 năm 1990, Roh gặp Mikhail Gorbachev, Chủ tịch Liên Xô, trong chuyến thăm Hoa Kỳ. Cuộc gặp đã chấm dứt 42 năm im lặng chính thức giữa hai nước và mở đường cho việc cải thiện quan hệ ngoại giao. Roh sau đó đã đến thăm Liên Xô vào năm 1991.

### Quan hệ Bắc Triều Tiên
Chính sách Nordpolitik cũng đề xuất phát triển tạm thời "Cộng đồng Triều Tiên", tương tự như đề xuất của Triều Tiên về một liên bang.
Từ ngày 4 đến ngày 7 tháng 9 năm 1990, các cuộc đàm phán cấp cao được tổ chức tại Seoul, cùng thời điểm miền Bắc phản đối việc Liên Xô bình thường hóa quan hệ với miền Nam. Vào tháng 12 năm 1991, cả hai quốc gia đã đạt được một hiệp định, Hiệp định về Hòa giải, Không xâm lược, Trao đổi và Hợp tác, cam kết không xâm lược và trao đổi văn hóa và kinh tế. Họ cũng đồng ý về việc thông báo trước về các phong trào quân sự lớn và thành lập đường dây nóng quân sự, đồng thời nỗ lực thay thế đình chiến bằng một "chế độ hòa bình". Ngày nay, thỏa thuận này đã được ca ngợi vì đã hình thành nền tảng cho trao đổi và hợp tác xuyên biên giới.
Vào tháng 1 năm 1992, Triều Tiên và Hàn Quốc cũng đã ký Tuyên bố chung về phi hạt nhân hóa bán đảo Triều Tiên, mặc dù Triều Tiên sau đó đã từ bỏ và theo đuổi chương trình vũ khí hạt nhân của riêng mình. Điều này trùng hợp với việc cả Bắc và Nam Triều Tiên gia nhập Liên hợp quốc. Trong khi đó, vào ngày 25 tháng 3 năm 1991, một đội tuyển Hàn Quốc thống nhất, lần đầu tiên, đã sử dụng Cờ thống nhất Hàn Quốc tại Giải bóng bàn thế giới ở Nhật Bản, và vào ngày 6 tháng 5 năm 1991, một đội thống nhất đã thi đấu tại Giải bóng đá trẻ thế giới. Cạnh tranh ở Bồ Đào Nha.

### Kinh tế và cơ sở hạ tầng
Sự nhấn mạnh của Roh vào "tăng trưởng kinh tế đi đôi với công bằng", mặc dù được công chúng đón nhận nồng nhiệt, đã dẫn đến sự sụt giảm tốc độ tăng trưởng kinh tế hàng năm từ mức cao 12,3% năm 1988 xuống còn 6,7% năm 1989. Khi các cuộc đình công và yêu cầu tăng lương tăng lên ngày càng gia tăng. Chính phủ Roh đã áp đặt kế hoạch thắt lưng buộc bụng để giữ cho nền kinh tế định hướng xuất khẩu của Hàn Quốc cạnh tranh hơn trên trường quốc tế. Tuy nhiên, việc theo đuổi mức lương cao hơn sau các cuộc đình công và sự tăng giá của đồng won Hàn Quốc so với đồng đô la Mỹ đã khiến các sản phẩm của Hàn Quốc kém cạnh tranh trên trường quốc tế.
Tuy nhiên, trong số những di sản tích cực của ông có việc xóa nợ ở nông thôn, xây dựng 2 triệu ngôi nhà mới và thiết lập quyền sở hữu đất công vì lợi ích công. Trong số những di sản lâu dài của ông là việc xây dựng các dự án quốc gia quy mô lớn như Sân bay quốc tế Seoul mở cửa vào năm 2001 (và hiện là một trong những sân bay lớn nhất và bận rộn nhất trên thế giới) và Korea Train Express (KTX) hệ thống đường sắt cao tốc được khánh thành năm 2004, cả hai đều bắt đầu được xây dựng dưới sự quản lý của ông vào năm 1992.

## Nghỉ hưu
Hiến pháp 1987 không cho phép ông ra tái tranh cử do đã đảm nhận một nhiệm kỳ Tổng thống, ông rời nhiệm sở vào ngày 24 tháng 2 năm 1993. Người kế nhiệm ông là nhà hoạt động dân chủ Kim Young-sam. Việc ông Kim làm Tổng thống đã đánh dấu quá trình chuyển giao quyền lực đầu tiên dưới thời Đệ Lục Cộng hòa.

### Ngồi tù và ân xá
Tổng thống kế nhiệm Kim Young-sam đã tiến hành điều tra 2 vị tổng thống tiền nhiệm là Roh và Chun.
Vào tháng 10 năm 1995, Roh Tae-woo đã thừa nhận việc ông tích lũy bất hợp pháp hàng trăm triệu đô khi vẫn còn là tổng thống. Ông còn bị truy tố thêm tội nổi loạn và phản quốc. Sau đó ông bị tuyên án 22 năm tù nhưng được ân xá vào năm 1997.

### Sức khỏe
Sức khỏe của Roh Tae-woo đã yếu đi nhiều từ năm 2002 sau khi trải qua phẫu thuật ung thư tuyến tiền liệt. Ông sau đó có triệu chứng viêm phổi và nhiều lần phải nhập viện điều trị.
Ông Roh còn mắc hội chứng teo tiểu não hiếm gặp, gây khó khăn trong giao tiếp. Một thời gian trước khi mất, do tình trạng bệnh xấu đi, ông đã nhập viện điều trị tại Bệnh viện Đại học Seoul.

## Qua đời và quốc tang
Ông qua đời tại Bệnh viện Đại học Quốc gia Seoul lúc 1 giờ 45 phút chiều ngày 26 tháng 10 năm 2021.
Phủ Tổng thống và Chính phủ quyết định tổ chức tang lễ cho ông với hình thức quốc tang, nhưng quyết định này đã gây ra làn sóng phản đối dữ dội từ các gia đình của những người đã chết trong cuộc đàn áp Phong trào dân chủ Gwangju năm 1980 và các thành viên của Đảng Dân Chủ tự do cầm quyền do Roh Tae-woo đã từng đóng một vai trò quan trọng trong cuộc đàn áp này. Chính quyền Thành phố Gwangju đã từ chối treo cờ rủ và lập bàn thờ tưởng niệm ông Roh Tae-woo. Lễ quốc tang của ông đã được giới hạn những người đến dự do ảnh hưởng của đại dịch Covid-19. Lễ quốc tang cố Tổng thống Roh-Tae woo được tổ chức vào ngày 30 tháng 10 năm 2021 tại Công viên Olympic, Seoul, để ghi ơn việc ông đã chủ trì thành công Thế vận hội Mùa hè 1988. Thủ tướng Kim Boo-kyum làm trưởng ban lễ tang. Theo luật, Roh Tae-woo không đủ điều kiện để chôn cất tại Nghĩa trang quốc gia Seoul vì tiền án tiền sử trong quá khứ, tro cốt của ông được chôn cất tại Đồi Thống nhất ở thị trấn biên giới Paju.